# Julian Puzyna
Julian Puzyna, książę (kniaź) herbu Oginiec (ur. 4 stycznia 1839 w Gwoźdzcu - zm. 12 kwietnia 1895 w Czarnołoźcach) – ziemianin, polityk konserwatywny, poseł na galicyjski Sejm Krajowy i do austriackiej Rady Państwa.

## Życiorys
Ziemianin, właściciel dóbr Czarnołoźce (wniesionym w posagu przez żonę), w pow. tłumackim i Chwaliboga w pow. kołomyjskim. Mieszkał wraz z rodziną w drewnianym dworze zbudowanym w XVIII w. Po jego śmierci Czarnołoźce stały się własnością Róży Puzyny. Członek Rady Powiatu (1877-1895) i prezes Wydziału Powiatowego (1877-1881) w Tłumaczu.
Poseł do austriackiej Rady Państwa VI kadencji (7 października 1879 - 23 kwietnia 1885), wybrany w kurii IV (gmin wiejskich) z okręgu wyborczego nr 22 (Stanisławów-Halicz-Bohorodczany-Sołotwina-Tłumacz-Tyśmienica-Nadwórna-Delatyn). W parlamencie należał do grona posłów konserwatywnych (podolaków) w Kole Polskim w Wiedniu. Poseł do Sejmu Krajowego Galicji VI kadencji (10 października 1889 - 17 lutego 1894) i VII kadencji (28 grudnia 1895 - 9 lipca 1901), wybrany z IV kurii (gmin wiejskich) z okręgu wyborczego nr 47 (Cieszanów).

## Rodzina
Urodził się w arystokratycznej rodzinie ziemiańskiej. Był synem Romana Stanisława (1788-1861) i Hortensji z Dwernickich (1806-1879). Miał braci Józefa (1835-1874), Romana Longina (1837-1901) i biskupa lwowskiego Jana Duklana (1842-1911). Ożenił się w 1880 z Rozalią ze Ścibor-Rylskich, mieli jedną córkę Marię zmarłą po narodzinach. Był zięciem Eustachego Ścibor-Rylskiego.